# Ewald Sprecher
Ewald Sprecher (* 17. November 1922 in Kupferzell; † 4. Februar 2017 in Neustadt an der Weinstraße) war ein deutscher pharmazeutischer Biologe.

## Leben
Ewald Sprecher promovierte 1956 mit seiner Dissertation Beiträge zur Frage der Biogenese sekundärer Pflanzenstoffe der Weinraute an der Universität Karlsruhe. 1960 habilitierte er dort mit seiner Habilitationsschrift Über die Stoffausscheidung bei Pilzen. Von 1962 bis 1965 war er an der Universität Karlsruhe als Wissenschaftlicher Rat tätig, ehe er dort bis 1968 außerplanmäßiger Professor war. Sprecher war von 1969 bis 1988 Professor für Pharmakognosie an der Universität Hamburg. Er wurde 1987 mit der Hermann-Thoms-Medaille der Deutschen Pharmazeutischen Gesellschaft geehrt und wurde 1995 Ehrenmitglied der Gesellschaft für Arzneipflanzen- und Naturstoff-Forschung.
Sprecher veröffentlichte über 100 wissenschaftliche Publikationen. Sein Forschungsschwerpunkt waren flüchtige Inhaltsstoffe von Mikroorganismen und Pilzen.

## Publikationen
- Ewald Sprecher: Arzneistoffproduktion durch Mikroorganismen: Grundlagen, Möglichkeiten und Grenzen. Deutscher Apotheker Verlag, Stuttgart 1983, ISBN 978-3-7692-0709-5.